# Palatka, Florida
Palatka är en stad i Putnam County i den amerikanska delstaten Florida med en yta på 22,1 km2 och en befolkning på cirka 10 558 invånare (2010). Av befolkningen lever omkring en tredjedel under fattigdomsgränsen.
Staden är belägen i den nordöstra delen av Florida, cirka 90 km söder om gränsen till Georgia, mycket nära Atlanten och omkring 280 km öster om huvudstaden Tallahassee.

## Kända personer från Palatka
- Joseph Stilwell, militär